# Eulocastra aethiops
Eulocastra aethiops är en fjärilsart som beskrevs av William Lucas Distant 1898. Eulocastra aethiops ingår i släktet Eulocastra och familjen nattflyn. Inga underarter finns listade i Catalogue of Life.